# Francisco José Lombardi
Francisco José Lombardi Oyarzu (Tacna, 3 agosto 1947) è un regista peruviano di origini italiane.

## Biografia
Noto anche come Pancho Lombardi, si firma normalmente come Francisco J. Lombardi. È stato sposato con la poetessa Giovanna Pollarolo (1952), con la quale ha avuto il figlio Diego (1975), anch'egli attore.

## Filmografia
- Muerte al amanecer (1977)
- Cuentos inmorales (1978) (segmento "Los Amigos")
- Muerte de un magnate (1980)
- Maruja en el infierno (1983)
- La ciudad y los perros (1985) (basato sul romanzo omonimo di Mario Vargas Llosa)
- La boca del lobo (1988)
- Puerto Verde (1990, corto)
- Caídos del cielo (1990) (una delle storie è basata sul racconto Los gallinazos sin plumas di Julio Ramón Ribeyro)
- Huellas del paraíso (1991, corto)
- Sin compasión (basato su Delitto e castigo di Fëdor Dostoevskij) (1994)
- Bajo la piel (1996)
- No se lo digas a nadie (basato sul romanzo omonimo di Jaime Bayly) (1998)
- Pantaleón e le visitatrici (1999) (basato sul romanzo omonimo di Mario Vargas Llosa)
- Tinta roja (2000) (basato sul romanzo omonimo di Alberto Fuguet)
- Ojos que no ven (2003)
- Mariposa negra (2006)
- Un cuerpo desnudo (2008)
- Ella (2009)